# Knipa
Se knipa (typografi) för ordets betydelse inom typografi
Knipa (Bucephala clangula) är en andfågel som förekommer cirkumpolärt i Skandinavien, norra Ryssland och norra Nordamerika. Fågeln häckar i trädhål vid floder, sjöar och våtmarker. I flykten hörs ett typiskt visslande ljud från vingarna. Knipan är talrik och beståndet anses vara livskraftigt.

## Kännetecken

### Utseende

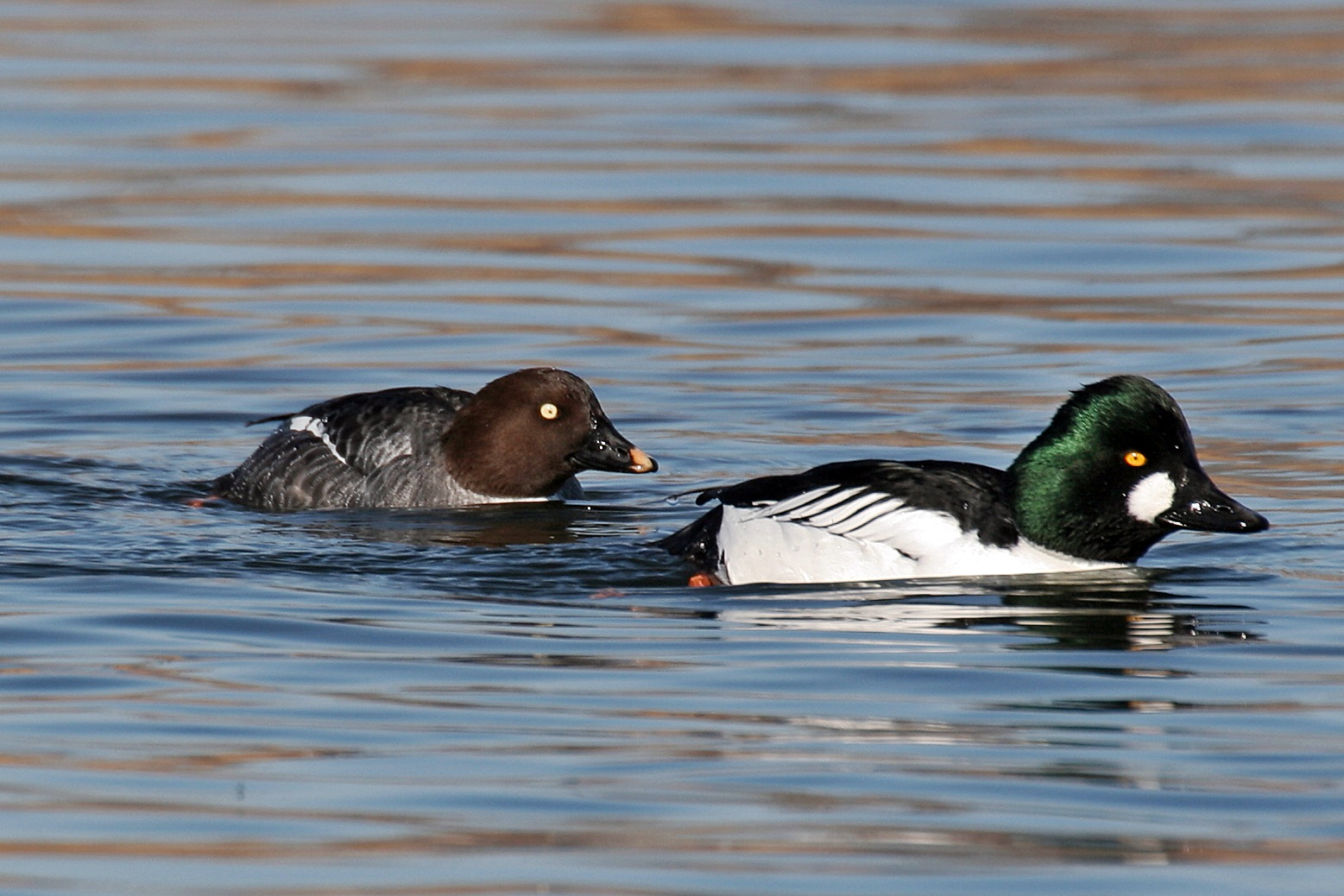
Par av knipa.

Knipan är en medelstor, kompakt dykand med ett stort, lätt toppigt huvud som ser ut som en rundad knopp ovanpå den korta halsen. Den mäter 40–48 cm på längden, har ett vingspann på 62–77 cm och når en vikt av 500 till 1300 gram. Den har en liten trekantig näbb och gula ögon. 
Hanen i praktdräkt har en svartvit dräkt och ett skimrande grönsvart huvud med en stor vit fläck mellan näbben och ögat. Under sommaren anlägger hanen en eklipsdräkt då den liknar honan, men har mörkare brunt huvud, och ofta med delar av praktdräkten på vingarna. 
Honan har grå kropp, vit buk, brunt huvud och en varierande vit halsring. Dess gråa näbb har en gul och svart näbbspets. Juvenila individer liknar honan, men saknar halsband, har mörkt öga och är brunare på kroppen och näbben saknar gult. I flykten har både hane och hona ett vitt område på vingens inre del, honans avdelas av flera mörka band.
Enda förväxlingsrisken är islandsknipan (Bucephala islandica) som förekommer i Nordamerika och på just Island. Hanen hos denna art har dock blålilaglänsande huvud och en större, mer halvmåneformad fläck framför ögat. Ryggen är vidare svartare, näbben kortare och huvudformen annorlunda. Hona islandsknipa har mer gult på näbben.

### Läten
Knipan har i flykten ett typiskt visslande vingljud, hyhyhyhy, som hörs på långt avstånd och är kraftigast hos hanen. Vingljudet kan också beskrivas som "kraftigt vinande" . Från hanen hörs under parningsspelet ett kväkande ljud som påminner om ljudet som uppstår när man drar ett finger längs en kam. Honan använder på häckningsplatsen ett grar.

## Utbredning och systematik
Merparten av världspopulationen är flyttfåglar. De häckar cirkumpolärt över tajgaregionen i boreala Skandinavien, norra Ryssland, Kanada och norra USA Nordamerika och övervintrar längre söderut, eller i anslutning till häckningsområdet om där förekommer öppet vatten.
Knipan delas vanligtvis upp i två underarter:
- eurasisk knipa[7] Bucephala clangula clangula – nominatformen häckar i norra Eurasien och övervintrar söderut till Medelhavet, Persiska viken och södra Kina
- Bucephala clangula americana – häckar i norra Amerika och övervintrar söderut till Kalifornien och Florida

Genom utplacering av holkar har en häckningspopulation etablerats i Skottland.

## Ekologi

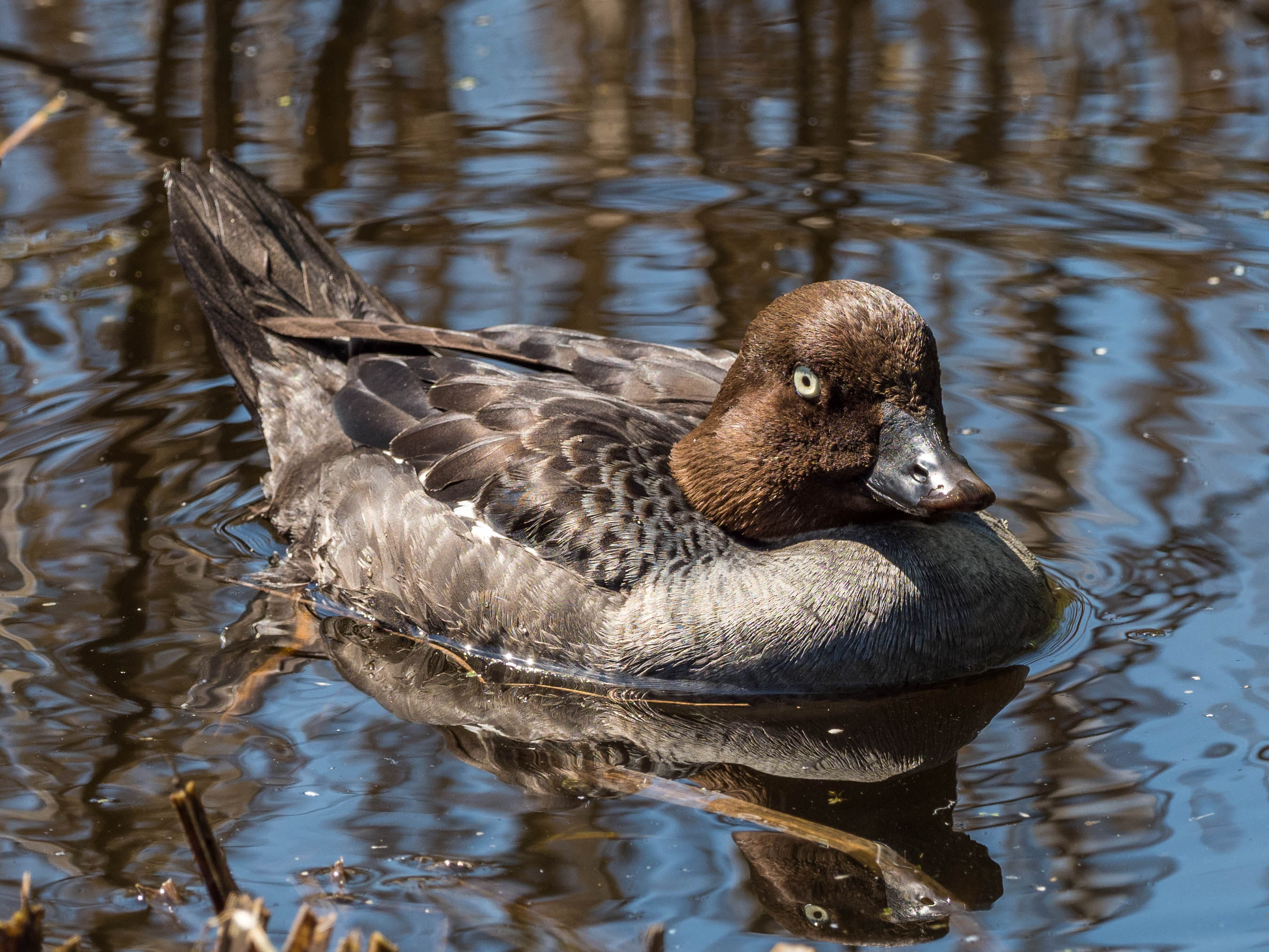
Adult hona

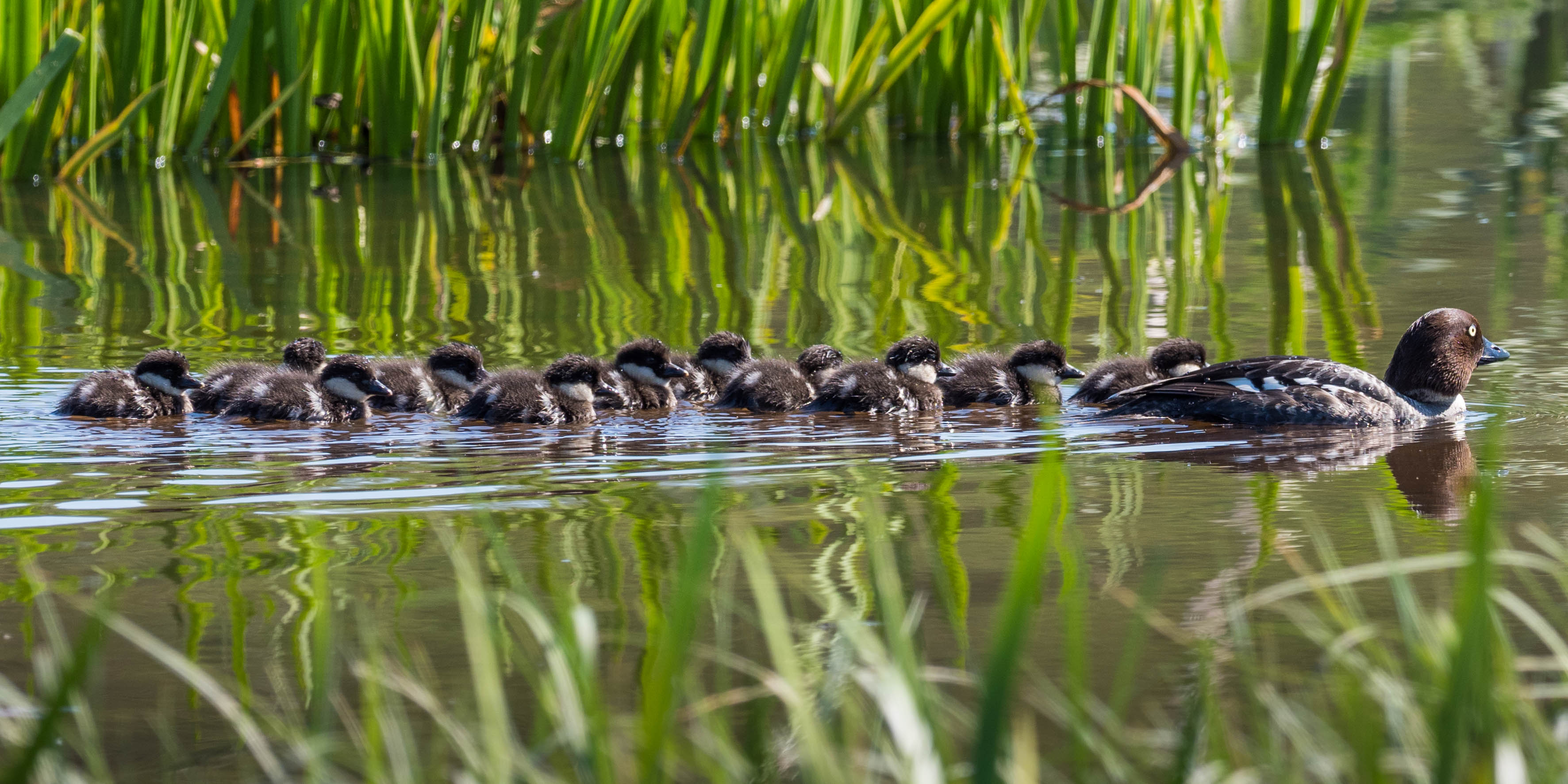
Hona med ungar

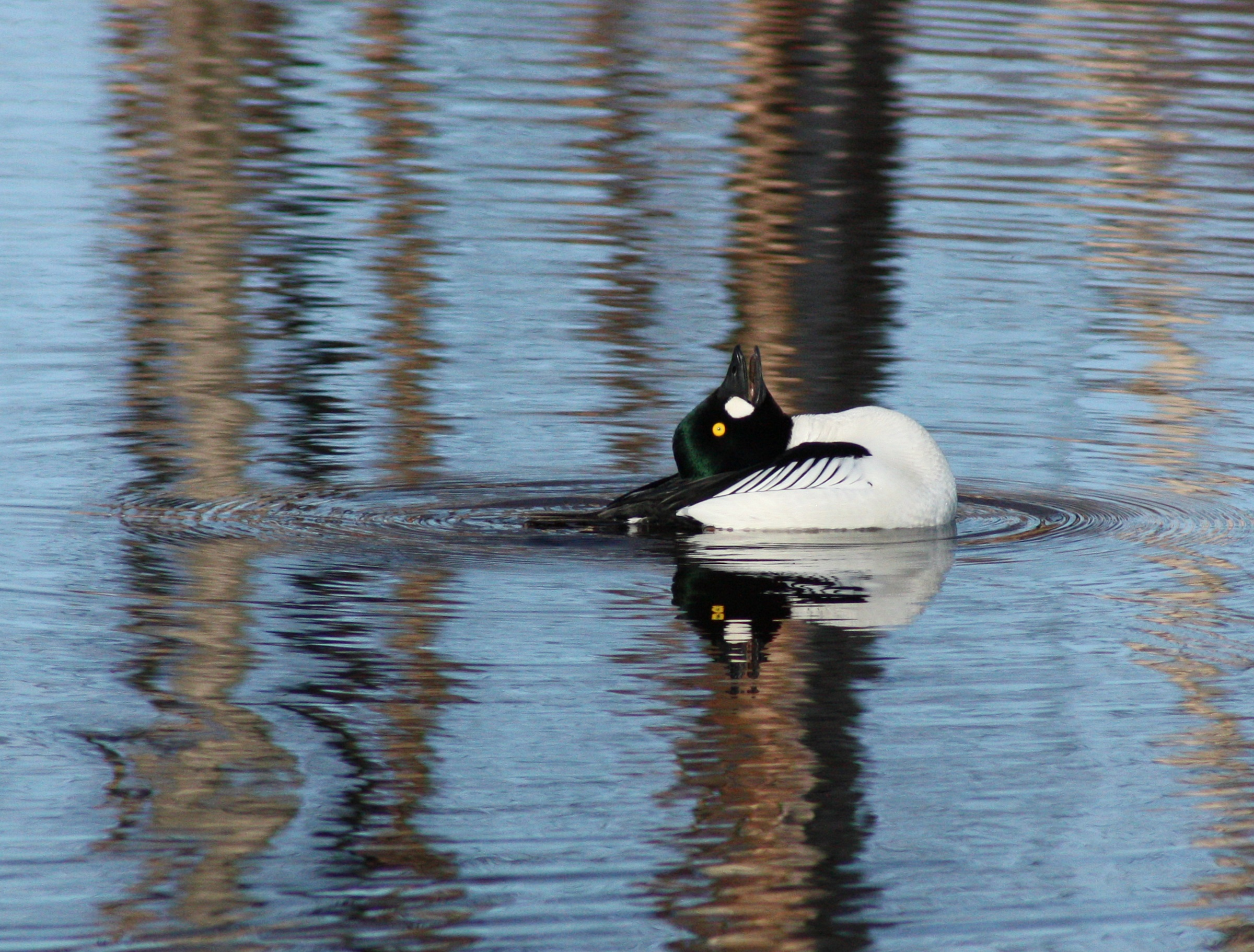
Hane i parningsspel, Uleåborg, Finland.

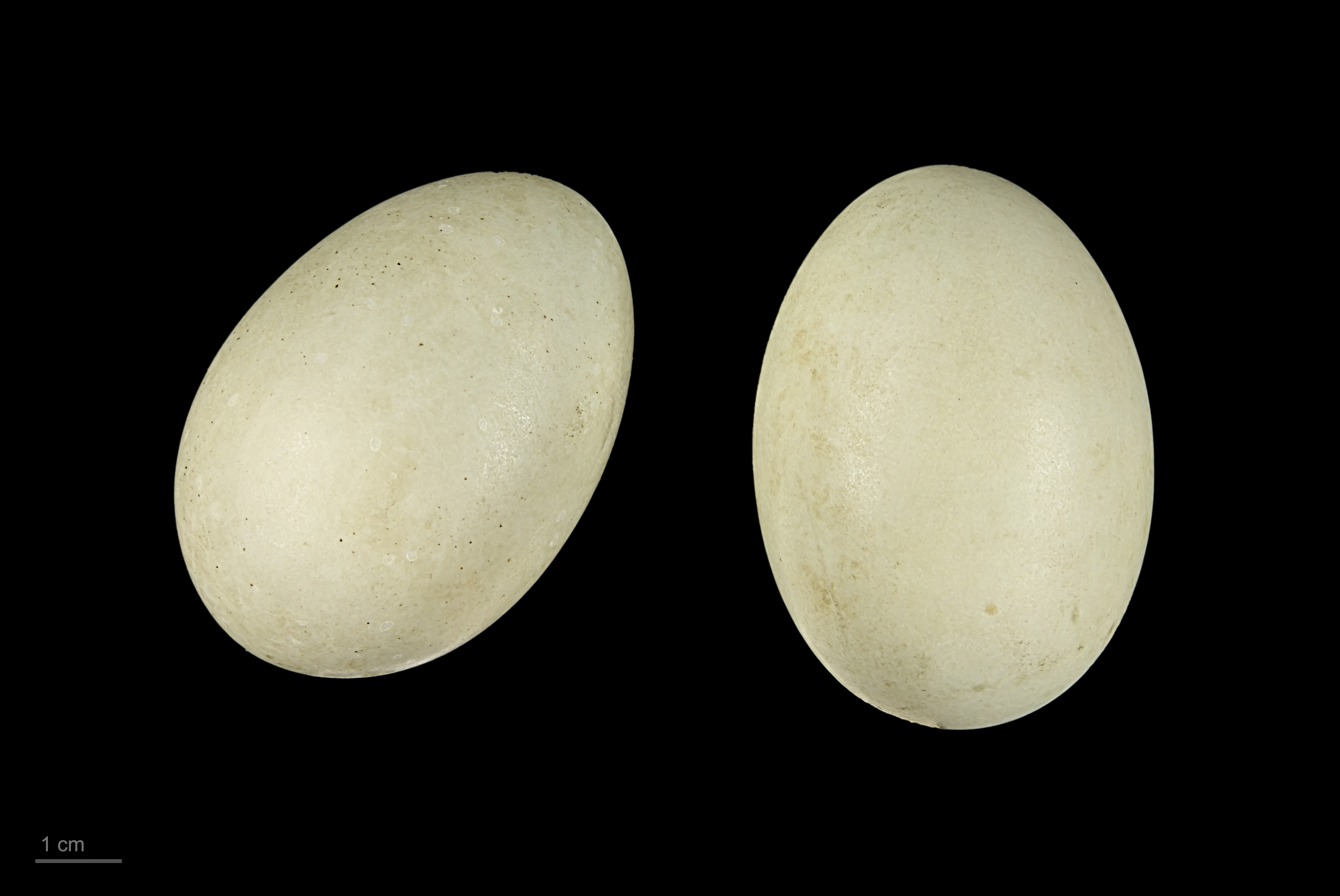
Ägg från knipa.

### Biotop och häckning
Knipan häckar vid floder, sjöar och våtmarker. Vintertid förekommer den vid isfria floder, sjöar och utmed kusten i alltifrån par till större flockar. Häckningen inleds tidig vår med att hanarna spelar. Samtidigt som han ger ifrån sig ett knirrande ljud gungar han ner och slänger huvudet bakåt över ryggen. Den lägger tio till tolv grönaktiga ägg i en trädhåla som skapats naturligt eller av någon av de större hackspettarna, eller i holkar.

### Föda
Födan består av små fiskar, snäckor, kräftdjur, växtdelar och insekter samt deras larver. För att nå bytet dyker knipan ibland ned så djupt som åtta meter.

## Knipan och människan

### Status och hot
Arten har ett stort utbredningsområde och det finns inga tecken på vare sig några substantiella hot eller att populationen minskar. Utifrån dessa kriterier kategoriserar IUCN arten som livskraftig (LC). Världspopulationen uppskattas till mellan 2,7 och 4,7 miljoner individer, varav det i Europa tros häcka mellan 489 000 och 623 000 par.
Även i Sverige anses den vara livskraftig och är ej upptagen på Artdatabankens rödlista. En pågående minskning i antal noteras dock. 2018 uppskattades det svenska beståndet till 65 000 par.

### Namn
Släktnamnet Bucephala är grekiska, Βουκέφαλος, vilket kommer av βοός och κεφάλη, som betyder "oxhuvud" och artepitetet clangula som ungefär betyder "klingande", vilket refererar till lätet som dess vingar ger ifrån sig i flykten. 
Det äldsta belägget för namnet "knipa" är från Aron Forsius Physika från 1611, men ordet är säkert äldre. Man har förmodat att namnet skulle vara ljudhärmande och syfta på det vinande vingljud som hörs från flygande knipor. På danska kallas arten för hvinand och på norska för kvinand. Vissa personer anser att det svenska ordet skulle hänga samman med seglartermen "knipa", med betydelsen sträva så högt i vinden som vid bidevindsegling.
Dialektalt har den förr haft en mycket stor mängd lokala namn som skatand (i Värmland), knijper, strandkniper, knip, kneip, knipoxe, knipånn, knipand, gnällvinge (i Närke) och dopping och doppand (Göteborgstrakten). På Gotland kallades honan för hvitpenning och hanen för blike eller nätling. I Bohuslän har den utöver isand även kallats kulpand och vinnare. Den förra benämning härleds till huvudets form medan den senare refererar till det vinande läte som uppkommer när fågeln flyger. Honan har även kallats knipkärring och brunnacke. Även stutand i vissa bygder.
| Namn               | Trakt              | Referens |
| ------------------ | ------------------ | -------- |
|                    |                    |          |
| Blankhane hane     |                    | [ 12 ]   |
| Blåand             | Jämtland           | [ 12 ]   |
|                    |                    |          |
| Brunnacke          |                    | [ 11 ]   |
|                    |                    |          |
| Doppand            | Göteborg           | [ 12 ]   |
| Dopping            | Göteborg           | [ 12 ]   |
|                    |                    |          |
| Gnällvinge         | Närke              | [ 14 ]   |
| Isand              | Bohuslän           | [ 12 ]   |
| Knaipe             | Dalarna (Älvdalen) | [ 18 ]   |
|                    |                    |          |
| Kneip              |                    | [ 13 ]   |
| Knijper            |                    | [ 13 ]   |
| Knip               |                    | [ 13 ]   |
|                    |                    |          |
| Knipand            | Dalarna (Älvdalen) | [ 18 ]   |
| Knipkär(r)ing hona |                    | [ 12 ]   |
| Knipoxe hane       | Södermanland       | [ 18 ]   |
| Knipskalle hane    |                    | [ 12 ]   |
| Knipånn            | Småland            | [ 13 ]   |
| Lövknipa ungfågel  |                    | [ 12 ]   |
| Skatand            | Värmland           | [ 12 ]   |
| Skörand            | Jämtland           | [ 12 ]   |
| Strandkniper       |                    | [ 13 ]   |
| Vitsida            | Härjedalen         | [ 12 ]   |